# Palawanmees
De palawanmees (Pardaliparus amabilis; synoniem: Parus amabilis) is een zangvogel uit de familie van de mezen (Paridae). Het is een voor uitsterven gevoelige, endemische vogelsoort in de Filipijnen.
De Tagalog naam voor deze vogel is Pitit motas. In de Visayas wordt de Palawanmees Boriringon genoemd

## Kenmerken
De palawanmees is inclusief staart 11,5 centimeter lange en heeft een vleugellengte van 6,5 centimeter. De soort is relatief klein. De mannetjes en vrouwtjes lijken sterk op elkaar. De kop, de keel en bovenkant van de borst van het mannetje is glimmend blauwzwart. De bovenzijde van de rug is witachtig geel. De onderzijde van de rug lichtgrijs en de staart zwart met witte uiteinden. De vleugels zijn ook zwart, met een dubbelre vleugelstreep. De onderzijde van de vogel is geel. Een vrouwtje is wat valer, bruiner en het wit in de veren is minder aanwezig. Een juveniel is nog valer van een vrouwtje en heeft een gelige keel.

## Verspreiding en leefgebied
De Palawanmees komt voor op Palawan en omliggende eilanden. De vogel is daar meestal alleen of in groepen te vinden in de boomtoppen van primair groenblijvend regenwoud, bosranden en secundair bos op verschillende hoogten boven zeeniveau.

## Status
De palawanmees heeft een beperkt verspreidingsgebied en daardoor is de kans op uitsterven aanwezig. De grootte van de populatie is niet gekwantificeerd. Wel is aannemelijk dat de populatie-aantallen afnemen door habitatverlies. Het leefgebied wordt aangetast door ontbossing. Alleen al op Palawan verdween tussen 2000 en 2010 15% van het natuurlijke bos. Verder breiden mijnbouwactiviteiten zich uit. Om deze redenen staat deze soort als gevoelig op de Rode Lijst van de IUCN.